# Гірські дощові ліси Південно-Західних Гат
Гірські дощові ліси Південно-Західних Гат (ідентифікатор WWF: IM0151) — індомалайський екорегіон тропічних та субтропічних вологих широколистяних лісів, розташований в горах Західних Гат на південному заході Індії. Він вирізняється високим видовим різноманіттям та рівнем ендемізму.

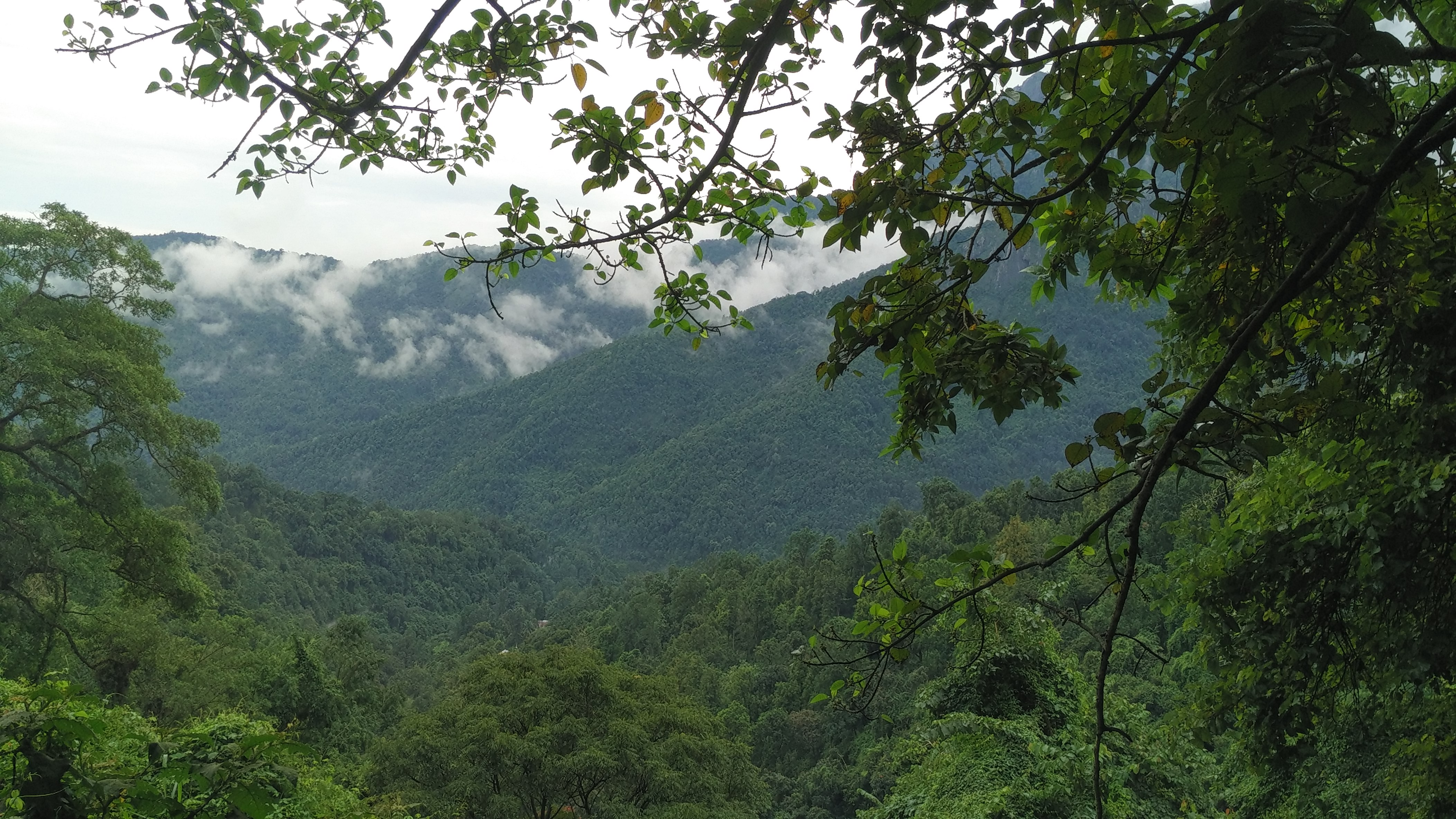
Високогірні ліси в горах Нілґірі

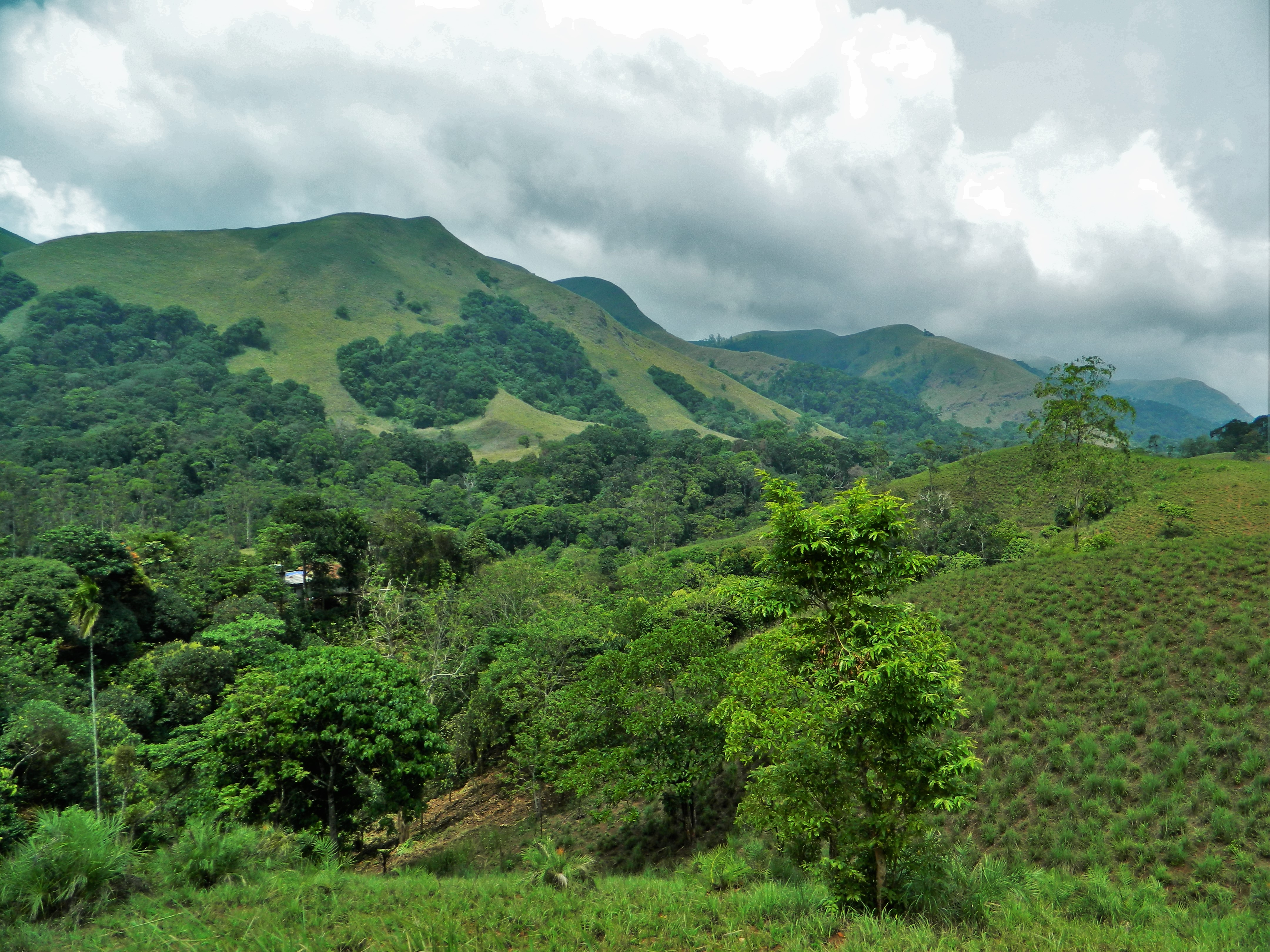
Ліси шола в Західних Гатах

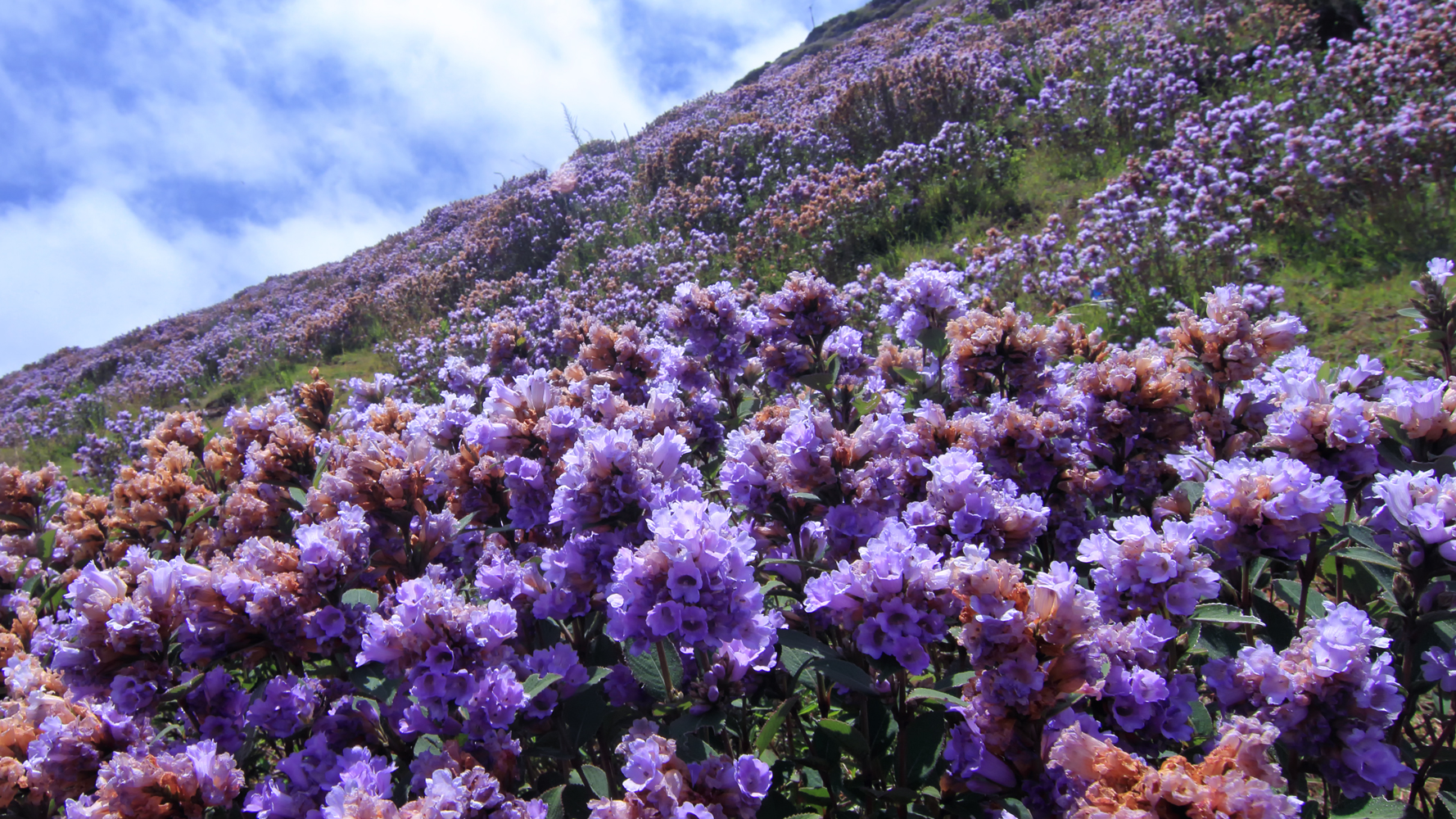
Цвітіння нілакурінджі

## Географія
Екорегіон гірських дощових лісів Південно-Західних Гат охоплює середні висоти і високогір'я південної частини Західних Гат, розташовані на висоті понад 1000 м над рівнем моря, і простягається через території індійських штатів Карнатака, Керала і Тамілнад, паралельно західному узбережжю Індії. На більш низьких висотах екорегіон переходить у вологі листяні ліси Південно-Західних Гат. В межах екорегіону розташовані найвищі вершини Західних Гат, висотою понад 2000 м над рівнем моря. Найвищою горою екорегіону є Анаймуді висотою 2695 м. В екорегіоні бере початок річка Періяр, яка тече на захід і впадає в Аравійське море.

## Клімат
В межах екорегіону переважає вологий і спекотний тропічний клімат. Високі Західні Гати перехоплюють вологу південно-західних мусонів, які дмуть з червня по вересень, формуючи орографічні опади, які випадають на їх західних схилах. З червня по вересень в екорегіоні також дмуть північно-східні мусони. Екорегіон гірських дощових лісів Південно-Західних Гат є найвологішим екорегіоном півострова Індостан. Середньорічна кількість опадів тут перевищує 2800 мм, однак через складний і сильно розчленований рельєф в деяких частинах регіону за рік випадає понад 8000 мм опадів. Середні температури в горах є нижчими, ніж на навколишніх рівнинах, і знижуються зі збільшенням висоти.

## Флора
Прохолодний та вологий клімат з великою кількістю опадів призвів до формування пишних, багатоярусних вологих вічнозелених лісів. Крони дерев в цих лісах розташовані на висоті 15-20 м. Дерева рясно вкриті епіфітами, особливо різними видами орхідей. Основу лісів екорегіону складають високі кулленії (Cullenia exarillata), цейлонські залізні дерева (Mesua ferrea), еліптичні палаквіуми (Palaquium ellipticum), траванкорські глюти (Gluta travancorica) та нагеї Волліча (Nageia wallichiana). Серед інших вічнозелених дерев, що ростуть в лісах екорегіону, слід відзначити південноіндійський калофіллум (Calophyllum austroindicum), червоноколючкову гарцинію (Garcinia rubroechinata), траванкорську гарцинію (Garcinia travancorica), хурму Барбера (Diospyros barberi), меміцилон Субрамані (Memecylon subramanii), стрункий меміцилон (Memecylon gracile), гостропиляковий гоніоталамус (Goniothalamus rhynchantherus) та траванкорський моносіс (Monosis travancorica).
На висоті від 1900 до 2220 м над рівнем моря зустрічається мозаїка луків та шоли. Шола — це невисокі вічнозелені ліси, підлісок яких складають густі чагарники. Серед дерев, що складають основу лісів шола, слід відзначити цейлонську лавровишню (Prunus ceylanica), китицевий гептафлерум (Heptapleurum racemosum), гілкоцвітий сніговець (Chionanthus ramiflorus), нільгирійський рододендрон (Rhododendron arboreum subsp. nilagiricum), непальську магонію (Mahonia napaulensis), вигнутий елеокарпус (Elaeocarpus recurvatus), дрібнозубчастий падуб (Ilex denticulata), нільгирійську магнолію (Magnolia nilagirica),  актінодафну Бурдело (Actinodaphne bourdillonii) та різні види сизигіумів (Syzygium spp.). Високогірні луки екорегіону характеризуються вогнестійкими та морозостійкими травами. Серед трав, поширених на цих луках, слід відзначити цейлонський золотоборідник (Chrysopogon nodulibarbis), звивистий цимбопогон (Cymbopogon flexuosus), війчастий очеретник (Arundinella ciliata), середньолистий очеретник (Arundinella mesophylla), горбковий очеретник (Arundinella tuberculata), тремтячу темеду (Themeda tremula) та жилкувату сехіму (Sehima nervosum).
Екорегіон вирізняється високим флористичним різноманіттям та рівнем ендемізму. В межах регіону зустрічається більше третини від всіх видів рослин, поширених в Індії, а понад половина видів дерев, що ростуть в цьому регіоні, є ендемічними. Особливо ендемізм виражений серед представників родин Діптерокарпові (Dipterocarpaceae) та Ебенові (Ebenaceae). Гори Нілґірі, розташовані в екорегіоні, є центром біорізноманіття та ендемізму. Кожні 20 років на високогірних луках гір Нілґірі розквітають сині квіти нілакурінджі (Strobilanthes kunthiana), від яких гори отримали свою назву.

## Фауна
Екорегіон вирізняється багатою та різноманітною фауною. В межах екорегіону зустрічається близько 80 видів ссавців, зокрема рідкісні бенгальські тигри (Panthera tigris tigris), індійські леопарди (Panthera pardus fusca), індійські слони (Elephas maximus), гаури (Bos gaurus), гірські куони (Cuon alpinus) та ведмеді-губачі (Melursus ursinus). Також в екорегіоні зустрічаються рідкісні левохвості макаки (Macaca silenus) та нільгирійські лутунги (Semnopithecus johnii). Серед майже ендемічних ссавців, поширених в екорегіоні, слід відзначити гірських сункусів (Suncus montanus), салім-алійських криланів (Latidens salimalii), великоплямистих цивет (Viverra civettina), бурих мусангів (Paradoxurus jerdoni), нільгирійських куниць (Martes gwatkinsii), нільгірійських пальмових білок (Funambulus sublineatus) та колючих малабарок (Platacanthomys lasiurus). Ендеміками екорегіону є миші Бонхоута (Mus famulus) та нільгірійські довгохвості деревні миші (Vandeleuria nilagirica), а також дуже рідкісні нілгірійські тари (Nilgiritragus hylocrius). Ці гірські козли мешкають на високогірних луках, на висоті понад 1200 м над рівнем моря. За оцінками 2008 року їх популяція нараховувала близько 2000 особин.
В межах екорегіону зустрічається понад 310 видів птахів. Серед майже ендемічних птахів, поширених в екорегіоні, слід відзначити брунатних пінонів (Ducula cuprea), нільгирійських голубів (Columba elphinstonii), малабарських токо (Ocyceros griseus), білочеревих вагабунд (Dendrocitta leucogastra), рудобоких підпалеників (Sholicola major), нільгирійських квічалів (Zoothera neilgherriensis), сіроголових бюльбюлів (Brachypodius priocephalus), сіроволих чагарниць (Montecincla jerdoni), сіролобих кратероп (Argya subrufa), індійських нільтав (Cyornis pallidipes), індійських мухоловок (Ficedula nigrorufa), нильгірійських мухоловок (Eumyias albicaudatus), малих нектаринок (Leptocoma minima) та малабарських папуг (Psittacula columboides). Серед ендеміків регіону слід відзначити азійських широкохвостів (Schoenicola platyurus), нільгірійських чагарниць (Montecincla cachinnans) та нільгірійських щевриків (Anthus nilghiriensis).
Високий рівень ендемізму характерний також для інших таксономічних груп. Близько 100 видів плазунів є ендеміками екорегіону, зокрема представники 8 ендемічних родів. Земноводні демонструють ще вищий рівень ендемізму: майже половина з понад 200 видів земноводних, поширених в Індії, є ендеміками екорегіону, зокрема представники 6 ендемічних родів.

## Збереження
Оцінка 2017 року показала, що 5998 км², або 27 % екорегіону, є заповідними територіями. Природоохоронні території включають:
- Природний заповідник Аралам[en], Керала (50 км²)
- Природний заповідник Брахмагірі[en], Карнатака (190 км²)
- Національний парк Еравікулам[en], Керала (97 км²)
- Природний заповідник Ідуккі[en], Керала (105 км²)
- Тигровий заповідник Анамалай[en], Тамілнад (600 км²)
- Тигровий заповідник Калаккад-Мундантурай[en], Тамілнад (290 км²)
- Національний парк Каріан-Шола[en], Тамілнад
- Національний парк Карімпужа[en], Керала (230 км²)
- Національний парк Мукуртхі[en], Тамілнад (60 км²)
- Тигровий заповідник Парамбікулам[en], Керала (260 км²)
- Національний парк Періяр[en], Керала (540 км²)
- Природний заповідник Пушпагірі[en], Карнатака (60 км²)
- Природний заповідник Пеппара[en], Керала (40 км²)
- Тигровий заповідник Сатьямангалам[en], Тамілнад (1611 км²)
- Природний заповідник Шендуруней[en], Керала (300 км²)
- Національний парк Тихої Долини[en], Керала (110 км²)
- Природний заповідник Талаквері[en], Карнатака (250 км²)

Також деякі території в північній частині екорегіону входять до складу Біосферного заповідника Нілґірі, а деякі території в його південній частині — до Біосферного заповідника Агастьямала